# Xylographus perforatus
Xylographus perforatus is een keversoort uit de familie houtzwamkevers (Ciidae). De wetenschappelijke naam van de soort werd in 1871 gepubliceerd door Carl Eduard Adolph Gerstäcker.